# Françoise Combes
Françoise Combes (Montpellier, 12 de agosto de 1952) é uma astrofísica francesa.

## Premiações
- 2013 Petrie Prize Lecture